# Indonézia történelme
Indonézia már az ősidők óta lakott, több ezer évvel ezelőtt itt élt Jáva szigetén az ősemberek egyik fajtája, a jávai ember. Az új emberek már szintén rég óta élnek itt. Ezeknek az időknek a legszebb építészeti emléke a Borobudur szentély, amely az időszámításunk utáni 9. században épült.
A XVI. században a holland gyarmatosítók elfoglalták a területet, ekkor Indonézia több mint négyszáz évig a nyugat befolyása alá tartozott. Az indonéz növények, mint például a kakaó, az édesburgonya és a rizs fontos kiviteli cikké vált. Hosszú gyarmati évek után 1945-ben Indonézia független, majd hivatalosan 1949-ben is elszakadtak Hollandiától. Az ország első elnöke Sukarno lett.
A 21. században Indonézia egyre fejlettebb és a turizmusban is egyre jobban fellendül. Ennek ellenére az ország lakosságának nagy része továbbra is mélyszegénységben él.